# 1848년 독일 혁명
1848년 독일 혁명(Deutsche Revolution 1848/49)은 유럽 1848년 혁명의 일부로서 1848년에서 1849년까지 1년을 걸쳐 독일 연방 전역의 각국에서 벌어진 일련의 혁명적 운동들 및 이와 관련된 역사적 사건들을 총칭하는 표현이다. 범독일주의, 자유주의, 의회주의를 내세운 이 혁명은 나폴레옹 전쟁의 결과로 신성 로마 제국이 해체되며 형성된 독일계 국가들의 전통주의적인 정치 구조에 대한 대중의 불만을 나타내었다. 시위 참여자들 중 중산층은 자유주의 원칙에 헌신하였으나 노동자층은 노동 및 생활조건의 급진적인 개선을 추구하였다. 두 계층의 분열에 따라 혁명 운동은 진압되었고 일부 자유주의자들은 정치적 박해를 피해 망명 생활을 했는데 이들을 48년 세대라고 한다.

## 전개

### 혁명 이전
독일 3월 혁명에 앞서, 1815년 독일연방 성립부터 1848년의 혁명 발발까지를 가리킨다. 빈 회의의 결과, 회의를 주도한 오스트리아 재상 메테르니히의 반동정책에 의해 독일은 38개의 주로 분할되고, 각 주에서는 절대주의적 지배 체제를 강화했으며, 또한 이를 반대하여 통일과 자유를 표방하던 부르셴샤프트 등의 운동에 대해서는 1819년 카를스바트 결의처럼 심한 탄압이 가해졌다. 그러나 농민해방과 관세 동맹 성립을 계기로 농·공업의 자본주의화는 진전되고 그 결과 1840년대에는 라인 주를 중심으로 하는 산업 부르주아지와 정권을 독점하는 동부 융커 귀족층, 초기 자본주의가 취한 가혹한 노동제도하에서 고생하던 노동자 및 영락 수공업자와 부르주아지 간에 각각 대립이 생겼다. 이에 따라 1848년의 혁명전야에는 민주적 대의제도·헌법 제정·독일 통일을 요구하는 부르주아지의 청원운동과 슐레지엔 직조공 폭동 등과 같은 기아폭동이 격심해져 혁명의 토양이 마련되었다.

### 3월 혁명
1848년부터 1849년에 걸쳐 독일에서 일어난 혁명. 파리의 2월혁명은 독일에 중대한 영향을 불러일으켜 1848년 3월 5일에는 남부 독일의 자유주의자들이 하이델베르크에 모여 전독일 통일회의 준비를 결정했다. 18일에 일어난 베를린 시가전으로 국왕이 양보함으로써 자유주의적인 캄프하우젠 내각이 성립되었다. 내각은 제헌의회의 준비와 언론·출판·결사의 자유를 보장했다.

### 빈 혁명
1848년 3월 13일 오스트리아의 빈에서 급진파 자유주의자 로베르트 블룸이 주도하여 혁명이 발생, 군중은 란트하우스의 의회로 쇄도하여 궁전까지도 포위했다. 황제는 시민 요구를 수락하지 않을 수 없었다. 메테르니히는 궁정 반대파의 사직 요구에 굴복, 런던으로 망명했다. 시민의 무력 봉기에 직면하여 시민적 자유의 원칙이 승인되었다. 또한 헝가리와 뵈멘에서도 마자르인이나 슬라브인의 자치정부가 결성되었다.

### 베를린 혁명
베를린에서는 1848년 3월 5일 시민의 폭동이 발생했고, 7일에는 국회 소집, 헌법 발포의 청원이 결의되었다. 14일, 시내에는 바리케이드가 구축되어 긴장이 극도에 달했고, 18일에는 검열 폐지, 통일헌법에 관한 칙령이 나왔다. 그러나 왕궁 앞으로 모인 군중에 대한 군대의 발포는 전시가에 걸친 시가전을 유발, 왕은 군대를 철퇴시키고 왕 자신이 통일의 선두에 설 것을 약속했다.

### 프랑크푸르트 국민의회
1848년 5월 18일부터 프랑크푸르트 암 마인(Frankfurt am Main)의 성 바울 교회당에서 열린 최초의 국민의회이다. 의원은 약 600명으로 자유주의자가 다수를 점했다. 국민의회에는 독일 국민의 기본권을 근간으로 하는 프랑크푸르트 헌법 초안을 제정, 전독일인에게 자유·평등한 시민권과 민주주의적 제반 권리를 승인했다. 국가 형태는 세습 황제제에 바탕을 둔 독일제국으로 하고 의회는 2원제를 규정했다. 오랜 의론이 거듭된 결과 오스트리아를 제외한 소독일주의에 의한 독일 통일의 방향이 제시되었으며, 1849년 3월 국민의회는 프로이센 왕 빌헬름 4세를 독일 황제로 선출했으나 그에게 거부당하였다. 빌헬름 4세의 거부 이후 국민회의는 목표를 잃고 점차적으로 기능을 상실해 가다가 결국 해체되었다.

## 같이 보기
- 독일의 통일
- 독일의 역사
- 프로이센
- 오스트리아 제국
- 로베르트 블룸

## 참고 문헌
- 이 문서에는 다음커뮤니케이션(현 카카오)에서 GFDL 또는 CC-SA 라이선스로 배포한 글로벌 세계대백과사전의 내용을 기초로 작성된 글이 포함되어 있습니다.